# 평화와 자유를 위한 동맹
평화와 자유를 위한 동맹(영어: Alliance for Peace and Freedom)은 2015년 2월 창립된 극우 성향의 범유럽 정당이다. 유럽 국민전선의 후계정당이며, 과거 유로나트(Euronat), 유럽 국민운동연대(Alliance of European National Movements) 등에 참여하던 정당들이 주축이 되었다.
2015년 국민전선에서 퇴출된 이후 잔 위원회(Comités Jeanne)를 설립한 장마리 르펜이 2018년 이래로 명예 당수로서 영향력을 행사하고 있다. 2018년 이탈리아 총선거에서 신권력당과 삼색 화염이 선거연합 이탈리아인을 위한 이탈리아를 결성하는 데 관여하였다.
친러 성향으로서 블라디미르 푸틴 정부를 지지하고 러시아-우크라이나 전쟁과 시리아 전쟁에서 러시아 측을 옹호한다. 세르비아의 민족주의 진영에 우호적이며 코소보의 국제적 승인을 강력히 반대한다. 시리아 바트당과도 우호 관계를 유지 중이며 부당수인 닉 그리핀이 바샤르 알아사드 대통령의 초청으로 시리아를 수차례 방문하기도 했다. 레바논의 헤즈볼라 및 자유애국운동과도 접촉한 바 있다.

## 회원 정당
- 벨기에: NATION
- 체코: 사회정의노동당
- 프랑스: 잔 위원회, 국민당
- 독일: 독일 국민민주당
- 그리스: 대중그리스애국연합
- 이탈리아: 신권력당
- 루마니아: 신우파
- 슬로바키아: 국민정당 우리의 슬로바키아
- 스페인: 국민민주, 팔랑헤당

## 전 회원 정당
- 덴마크: 데인인당
- 프랑스: 프랑스 반체제당
- 그리스: 황금새벽당, 국가대중의식
- 루마니아: 연합루마니아당
- 스웨덴: 스웨덴인당

## 같이 보기
- 유로나트